# Parichha
Parichha es una ciudad censal situada en el distrito de Jhansi en el estado de Uttar Pradesh (India). Su población es de 7047 habitantes (2011). Se encuentra a orillas del río Betwa.

## Demografía
Según el censo de 2011 la población de Parichha era de 7047 habitantes, de los cuales 3873 eran hombres y 3174 eran mujeres. Parichha tiene una tasa media de alfabetización del 88,47%, superior a la media estatal del 67,68%: la alfabetización masculina es del 94,28%, y la alfabetización femenina del 81,42%.